# Najee Harris
Najee Mzee Harris (Martinez, California, 9 de marzo de 1998) más conocido como Najee Harris, es un jugador profesional estadounidense de fútbol americano que se desempeña en la posición de running back en Los Ángeles Chargers, equipo de la National Football League (NFL).

## Carrera
Fue seleccionado en la primera ronda en la Reunión Anual de Selección de Jugadores de la NFL de 2021. Hizo su debut profesional con el equipo Pittsburgh Steelers, donde llevaba jugando tres temporadas.